# Wellington Silva (Fußballspieler, 1988)
Wellington do Nascimento Silva, genannt Wellington Silva (* 6. März 1988 in Rio de Janeiro), ist ein brasilianischer Fußballspieler. Der Rechtsfuß läuft in der Abwehr als linker oder rechter Verteidiger auf.

## Karriere
Wellington Silva begann seine Laufbahn bei CA Juventus sowie Grêmio FBPA. Dort schaffte der Spieler 2009 auch den Sprung in den Profikader, kam aber zu keinem Einsatz. 2010 wechselte er zum unterklassigen Klub Olaria AC. Bei diesem bestritt er sein erstes Spiel als Profi. In der Staatsmeisterschaft von Rio de Janeiro wurde er 27. Februar 2010 im Spiel gegen den Fluminense FC in der 85. Minute eingewechselt.
2011 wurde er vom Resende FC verpflichtet, aber sofort ausgeliehen an den Madureira EC in die Série C. Für die Saison 2012 ging er zunächst zu Resende zurück und bestritt dort mehrere Spiele in der Staatsmeisterschaft von Rio de Janeiro. Es schloss sich ein weiteres Leihgeschäft an. Er ging zum Erstligisten CR Flamengo. Danach lief sein Kontrakt mit Resende aus und er wurde vom Fluminense FC verpflichtet. In seiner ersten Saison 2013 bestritt er nur sechs Spiele in der Staatsmeisterschaft und sechs in der Série A. 2014 startete Wellington Silva zunächst wieder in Staatsmeisterschaft, Copa do Brasil und Meisterschaft für seinen Klub, wurde dann aber ab Juli an den SC Internacional nach Porto Alegre ausgeliehen.
2015 kehrte er zu Fluminense zurück und bestritt in der Série A 2015 28 Spiele und 20 weitere in anderen Wettbewerben. Obwohl Wellington in der Série A 2016 noch Stammspieler war, er bestritt 58 Spiele in vier Wettbewerben, wurde er Anfang Januar 2017 an den EC Bahia ausgeliehen. Der Kontrakt erhielt eine Laufzeit bis Jahresende 2017. Nach ersten Einsätzen in der Copa do Nordeste, traten bei Wellington Kniebeschwerden auf. Aufgrund der Beschwerden musste er sich einer Operation unterziehen, welche seine Teilnahme am Spielbetrieb für mehrere Monate verhinderte. Nachdem sein Kontrakt mit Fluminense im März 2018 ausgelaufen war, unterschrieb Wellington Silva im Juli beim Série B Klub CS Alagoano einen neuen Kontrakt.
Zur Saison 2019 wechselte Wellington erneut. Er unterzeichnete beim Boavista SC einen Kontrakt für die Austragung der Staatsmeisterschaft. Im April wurde der Vertrag um ein Jahr verlängert. Nach Austragung der Staatsmeisterschaft von Rio de Janeiro 2020 verließ Wellington den Klub. Im Juli 2020 unterzeichnete er beim EC Juventude. Der Vertrag erhielt eine Laufzeit bis zum Ende der Série B 2020.
Nach Abschluss der Saison wechselte Wellington erneut. Er unterzeichnete beim Clube do Remo. Am 24. Februar 2021 wurde im Copa Verde 2020 das Finalrückspiel gegen den Brasiliense FC ausgetragen. Nach der regulären Spielzeit musste der Sieger im Elfmeterschießen festgestellt werden. Hierbei vergab Wellington den entscheidenden fünften Strafstoß seiner Mannschaft. Ende des Jahres konnte er dann die Copa Verde 2021 mit dem Klub gewinnen. Zur Staatsmeisterschaft 2022 wechselte er dann zum zweiten Mal zu Boavista. Im Anschluss erfolgte ein Wechsel zum Volta Redonda FC. Der Kontrakt erhielt eine Laufzeit bis Jahresende. In der Saison konnte der mit dem Klub den Staatspokal von Rio de Janeiro 2022 sowie die Série A2 der Staatsmeisterschaft von Rio de Janeiro gewinnen. Im November des Jahres erhielt der Spieler eine Vertragsverlängerung bis Ende 2023.

## Erfolge
Fluminense
- Primeira Liga do Brasil: 2016

Bahia
- Copa do Nordeste: 2017

Clube do Remo
- Copa Verde: 2021

Volta Redonda
- Staatspokal von Rio de Janeiro: 2022
- Staatsmeisterschaft von Rio de Janeiro Série A2: 2022